# نيكولاي فليفا
نيكولاي فليفا والمعروف أيضًا باسم نيكو فليفا (1840 - 4 أغسطس عام 1920) هو سياسي وصحفي سياسي ومحامي أفلاقي ومن ثم روماني. اشتهر بانخراطه في المجريات السياسية ونزعته الوطنية الصريحة التي كادت تصل إلى حد الديماغوجية. اختبر كافة الصيغ السياسية التي يسمح بها نظام الحزبين في رومانيا. دام حضوره على الساحة العامة عقودًا من الزمن، شغل خلالها مقعدًا في جمعية النواب وتولى منصب عمدة مدينة بوخارست خلال الفترة الممتدة من عام 1884 حتى عام 1886.
باشر فليفا مسيرته السياسية مع الحزب الليبرالي الوطني الذي ساعد على تأسيسه وتمثيله أمام القضاء، ولكنه اتجه في ما بعد إلى معارضة احتكار الحزب للسلطة. حاول إنشاء حزب ثالث ودخل في مفاوضات من أجل اعتماد برامج سياسية مشتركة خاصة بقوى المعارضة المختلفة ومن بينها حزب المحافظين وجمعية جونيما في ظل الإدارات الليبرالية الوطنية المتعاقبة. ذاع صيته عندما تورط في فضيحتين كبيرتين خلال ثمانينيات القرن التاسع عشر حين أدى استهزائه بسلطة الحزب الليبرالي الوطني إلى اندلاع معارك في الشوارع ووقوع حادثتي إطلاق النار منفصلتين. اعتُبرت الجماعات الموالية لفليفا الصوت الرائد المعبر عن سخط الطبقة الوسطى وقتذاك، وشكلت إحدى التيارات التي دفعت باتجاه تبني حق الاقتراع العام للذكور.
عاد فليفا إلى المعسكر الليبرالي الوطني بعد منعه من تولي حقائب وزارية ريادية في الحكومات المحافظة، وأصبح وزيرًا للشؤون الداخلية خلال الفترة من عام 1895 حتى عام 1896. اصطدم فليفا مع الحزب حول عدد من القضايا وعاد مجددًا إلى معسكر المعارضة ليشغل لاحقًا منصب وزير الزراعة في ظل الحكومة المحافظة (1899-1900). اتهم بالتورط في عدد من فضائح الفساد وكشف الستار عن فضائح أخرى خلال مستهل القرن العشرين. عين سفيرًا لإيطاليا واختتم مسيرته المهنية عضوًا في الحزب المحافظ الديمقراطي. أثار فليفا الريبة حيال عمله كداعم وعميل محرض لصالح قوى المركز خلال الحرب العالمية الأولى.

## السيرة الشخصية

### الأصول وبدايات مسيرته المهنية
ولد السياسي المستقبلي في بلدة ريمنيكو سارات الواقعة في منطقة الأفلاق لعائلة من طبقة صغار البويار. ينحدر فليفا من المستوطنين اليونانيين الذين وصلوا إلى إقليم بوزاو خلال الحقبة الفنارية. تزوجت شقيقته المدعوة كليوباترا من تاباكوبول، وكان عندهما ابنة تدعى ألكسندرينا والتي تزوجت من مساعد ملك رومانيا إيون إستراتي خلال الفترة الممتدة من عام 1892 حتى عام 1897.
التحق فليفا بكلية القديس سافا في بوخارست خلال شبابه وتخرج من جامعة نابولي حاصلًا على شهادة في اختصاص الحقوق (1867). قضى فليفا وقته بعد عودته إلى رومانيا وهو يعتني بأراضيه الواقعة في مقاطعة بوتنا مركزًا اهتمامه على الزراعة وتربية الخيل إذ كان حكمًا في مسابقات الحراثة التي أقيمت في المعارض المحلية وفاز بميدالية فضية عن فرسه ديديشا. يعود إلى فليفا الفضل في إدخال سباقات الصلكية الاحترافية إلى رومانيا، وتردد ذكر اسمه تكريمًا لإسهاماته في هذه الرياضة.
أصبح فليفا من أنجح العاملين المهنيين في المجال القانوني خلال سبعينيات القرن التاسع عشر مؤسسًا نفسه في هذا المجال. كذلك ابتدع أسلوبه السياسي الخاص والذي اتصف بالخروج عن المعهود. كان فليفا يتمتع بصوتٍ حماسي وأخاذ بحسب وصف معاصريه له واعتمد على الخطابة الحافلة بالنزعة الوطنية، وشاع عنه قدرته التحدث لأربع ساعات متواصلات دون أن يتلعثم أو يقبل أن يقاطعه أحد. اشتهر بتنظيمه تجمعات سياسية انتخابية موالية للحزب الليبرالي الوطني أمام عدد من المعالم الوطنية على غرار نصب ميشيل الشجاع في ميدان الجامعة. أضحى فليفا بمرور الوقت معروفًا بين مؤيديه بلقب «المدافع عن الشعب». وصفته الصحفية ماريا أبوستل في مقالة تعود لعام 2011 بـ«أحد أكثر الشخصيات السياسية إثارةً للجدل في تاريخ رومانيا». لم يُشغل فليفا نفسه بامتعاض زملائه من سلوكه بل عُرف عنه شعاره «أفضّل أن يكون لدي أعداء يحترمونني على أصدقاء يحتقرونني».
كان الخلاف بين الليبراليين والعاهل الروماني الدومنيتور كارول هوهنتسولرن أول قضية يتورط فيها فليفا حين كان ما يزال سياسيًا شابًا ومنتسبًا للمعارضة الجمهورية الليبرالية. انتخب فليفا عضوًا في الجمعية للمرة الأولى خلال انتخابات عام 1870 ممثلًا المجمع الانتخابي الرابع (الأدنى) في مقاطعة بوتنا. برز في المجلس التشريعي من خلال الادعاءات التي أطلقها حول إقدام المؤسسة السياسية الحاكمة على تزوير نتائج انتخابات مجالس البلديات والمدن، وهنأ أولئك الذين استنكروا سياسة رئيس الوزراء م. ك. أوبرانو من أمثال نيكولاي موريت بلاريمبرغ.
شهدت هذه الفترة التحاقه بفريق الدفاع القانوني الخاص بالجنود والمدنيين الذين حوكموا بتهمة ضلوعهم في مؤامرة «جمهورية بلويشتي». صدرت براءة جميع هؤلاء ومن ضمنهم الزعماء الليبراليين إيون براتيانو وقسطنطين أليكسندرو روسيتي وإيوجنيو كارادا وأنطون آريون. استند فليفا في التكتيك الدفاعي الذي لجأ إليه على المحاججة بأن رجال أوبرانو عملوا على تحريض وتضليل الجمهوريين الرومانيين. نشر فليفا خطاباته التي ألقاها على مسامع المحكمة في كتيبٍ حمل عنوان «محاكمة يوم 8 أغسطس: دفاع الـ41 متهم» في عام 1871. كانت هذه المحاكمة واحدة من بين عدة مواجهات وقعت بينه وبين الملك كارول والذي وصل به الأمر إلى التفكير في التنازل عن العرش بعد صدور حكم البراءة.
أرسِل فليفا إلى الجمعية من جديد بعد انتخابات عام 1871، ولكنه مثل في هذه المرة مقاطعة موستشل. نافسه خصمه السياسي بوتوتشانو على هذا المقعد وانتهى الأمر بتصويت أعضاء الجمعية على تنحية فليفا من مقعده كنائب في مطلع عام 1875.

### اعتقاله في عام 1875 وائتلاف «مزار باشا»
لعب فليفا دورًا في الجهود الرامية إلى توحيد صف المعارضة الليبرالية ضد النهج المحافظ لرئيس الوزراء لاسكار كاتارجيو وغيره من القادة السياسيين المقربين من كارول. استطاعت الحركة الليبرالية التي اتخذت من بوخارست مقرًا لها توسيع قاعدتها من خلال التواصل مع الأندية الليبرالية المختلفة التي كانت لم تحسم أمرها بعد. سرعان ما انضمت الفصائل الرئيسية المناوئة لكاتارجيو إليهم جامعةً التيار المعتدل بزعامة إيون غيكا وميخائيل كوغلنيتشانو، بالإضافة إلى نيكولاي يونيسكو وجماعته الفصائيلة من مقاطعة مولدافيا الكائنة في شرق رومانيا، فضلًا عن مجموعة من المحافظين السابقين على غرار أوبرانو. كان إصدار جريدة «الناخب الحر» أول نتيجة لجهودهم هذه. كان فليفا عضوًا في اللجنة التحريرية التي شملت جميع القادة الليبراليين (عدا قسطنطين أليكسندرو روسيتي) وعينت الصحفي الساخر إيون لوكا كاراجياله كمنقح.
دخل الليبراليون السباق الانتخابي لسنة 1875 بثقة عالية معتمدين على فصاحة فليفا وتقارير الفضائح المنشورة في جريدة «الناخب الحر». تمخض عن هذه اللحظة حالة من المعمعة السياسية على الصعيد الوطني بعدما دخل مؤيدو الطرفين في شجار وهو ما أدى إلى مقتل وكيلٍ انتخابي موالي لكاتارجيو أمام الملأ. أصدر رئيس الوزراء أمرًا بإلقاء القبض على فليفا مشيرًا إلى المخاوف حيال دوره في تحريض أهالي بوخارست. احتجز فليفا في سجن فاكاريشتي ولكن سرعان ما أخلي سبيله بعد فترة وجيزة ليستقبله «حشدٌ مسعورٌ» من الناس بعيد خروجه. كذلك أسهم في الدفاع القانوني في قضية الشاعر المعارض للحزب المحافظ ألكسندرو ماتشيدونسكي الذي وجهت إليه نفس الاتهامات وهو جهد تكلل بالنجاح.